# 貝拉—洛比托高速公路
贝拉－洛比托高速公路是非洲横贯公路网的9号高速公路，是联合国非洲经济委员会（非洲经委会），非洲开发银行（ADB），非洲联盟正在开发中的洲际公路网。这条有3523公里的公路穿越安哥拉，刚果民主共和国，赞比亚，津巴布韦和莫桑比克中部。